# 詩季
詩季（しき）は群馬県で活動中の澤田芳樹・弥寿子の夫婦音楽ユニット。

## メンバー
澤田芳樹（さわだよしき）
両親が学校の音楽教師であり、幼少期より音楽には慣れ親しんでいた。
1983年　「NHK Young Music Festival」にピアノの弾き語りの「MISUZU」で入賞し審査員特別賞を受賞。
1986年　インディーズアルバム「Empty Glass」を地元群馬県でリリースし各レコード店で発売した。
地元のFM局出演や前橋Qのまちソロコンサート等の活動をサラリーマン生活のかたわら行っていた。
趣味はウエイトトレーニング、献血、犬の散歩など。
澤田弥寿子（さわだやすこ）
東京音楽大学ピアノ科卒業後、地元でリサイタルをするかたわら個人ピアノ教師として活動。
趣味は洋裁、編み物、読書など。

## ディスコグラフィ
1stシングル「ユメのない時代」
1.ユメのない時代
2.月曜リフレイン
3.きみのために
4.ユメのない時代（カラオケ）